# Gessy
Gessy Lima (ur. 24 września 1935 w Uruguaianie, zm. 4 października 1989 w Porto Alegre) – brazylijski piłkarz, występujący na pozycji ofensywnego pomocnika.

## Kariera klubowa
Karierę piłkarską Gessy Lima rozpoczął w Grêmio Porto Alegre, gdzie grał w latach 1956. Z Grêmio sześciokrotnie zdobył mistrzostwo stanu Rio Grande do Sul – Campeonato Gaúcho w 1956, 1957, 1958, 1959, 1960 i 1962 roku. Ostatnim klubem w jego karierze była Portuguesa São Paulo, gdzie zakończył karierę w 1963 roku.

## Kariera reprezentacyjna
W reprezentacji Brazylii Gessy Lima zadebiutował 6 marca 1960 w zremisowanym 2-2 meczu z reprezentacją Meksyku podczas Mistrzostw Panamerykańskich, na których Brazylia zajęła drugie miejsce. Na turnieju w Kostaryce wystąpił w sześciu meczach z Meksykiem, Kostaryką, Argentyną i Kostaryką, który był jego ostatnim meczem w reprezentacji.